# .mw
Pour les articles homonymes, voir MW.
.mw est le domaine de premier niveau national réservé au Malawi, enregistré en 1997.